# Умар ибн аль-Хаттаб
Ума́р ибн аль-Хатта́б (араб. عُمَرُ بنُ الخَطَّاب‎; около 586, Мекка — 3 ноября 644, Медина) — арабский государственный, политический и военный деятель. Второй праведный халиф, правивший в 634—644 годах. Один из ближайших сподвижников исламского пророка Мухаммеда и его тесть. Один из десяти обрадованных раем при жизни.

## Внешность
Умар выделялся среди своих соплеменников высоким ростом — в любом окружении он выглядел возвышавшимся над остальными, «словно верхом». Как до принятия ислама, так и после Умар был жёстким и требовательным человеком. Источники сообщают, что он отличался светлой кожей, красивым лицом, и красил бороду хной в рыжий цвет. Умар носил длинные усы; когда он был расстроен чем-то, то наматывал свои усы. Походка Умара была быстрой, голос — очень громким. Он был человеком необычайно энергичным, властным и очень вспыльчивым. По словам Малика ибн Анаса, когда Умара что-то раздражало, «он закручивал свои усы».

## Титулы
Аль-Фарук
Его полное имя: Абу Хафс ‘Умар ибн аль-Хаттаб ибн Нуфайль ибн ‘Абд аль-‘Узза ибн Кусай ибн Килаб ибн Мурра ибн Ка‘б. В день принятия ислама Умаром пророк Мухаммад прозвал его аль-Фарук, что означает «различающий истину от заблуждения». Пророку Мухаммаду были ниспосланы аяты, подтверждающие правильность мнения Умара о пленных, взятых при Бадре, по поводу молитвы за стоянкой Ибрахима возле Каабы, о запрете опьяняющих напитков, о ношении хиджаба и по поводу других важных вопросов. Деятельность Умара была высоко оценена Мухаммадом, так что однажды он сказал: «Если бы после меня был пророк, то им был бы Умар ибн аль-Хаттаб». В суннитской традиции Умар ибн аль-Хаттаб входит в число десяти обрадованных вестью о рае.
Амир аль-муминин
Будучи халифом, Умар ибн аль-Хаттаб носил титул амир аль-муминина (араб. أمير المؤمنين‎ — повелитель правоверных). Этот титул подразумевал не только политическую власть, но духовную власть халифа.

## Семья
У Умара было несколько жён и много детей. Ещё до принятия ислама у него было три жены; когда он узнал о ниспослании аята, указывающего, что не следует жениться на неверных, Умар собрал своих жён и предложил им принять ислам. Все жёны Умара отказались, и он всем дал развод. Самый известный из сыновей Умара, Абдуллах, принял ислам на год раньше своего отца и стал впоследствии известным исламским богословом. Других сыновей звали Асим (дедушка Умара ибн Абдул-Азиза), а трое сыновей от разных жён носили одинаковые имена — Абдурахман. У Умара также было две дочери, Хафса и Фатима. После переселения в Медину Умар выдал Хафсу за пророка Мухаммада. Последней женой Умара стала дочь Али ибн Абу Талиба и Фатимы — Умму Кульсум.

## Ранняя биография
Умар ибн аль-Хаттаб родился приблизительно в 585 году в Мекке. Его отцом был аль-Хаттаб ибн Нуфайль из курайшитского рода аль-Ади, которое исторически выполняло роль посредников в решении конфликтных вопросов между племенами и улаживании разногласий. Сам Умар, будучи одним из влиятельных людей в Мекке, часто приглашался для разрешения различных конфликтов. Его мать звали Хинтама бинт Хашим. В начале своей жизни он был пастухом, а затем занялся торговлей.

### Принятие ислама
Умар обладал суровым характером и до 616 года был ярым противником ислама. Пророк Мухаммед молился, прося: 
«О Аллах, укрепи ислам посредством того из этих двоих — Абу Джахля ибн Хишама и ‘Умара ибн аль-Хаттаба, — кого Ты любишь больше!»
 Однажды он даже решил убить пророка Мухаммеда за то, что тот призывал арабов отойти от религии предков и порочил поклонение идолам. По дороге к Мухаммеду он встретил Нуайма ибн Абдуллаха, который рассказал ему о том, что его сестра и зять стали мусульманами. Вернувшись домой, он обнаружил свою сестру с мужем за чтением аятов из суры «Та Ха» и в ярости начал избивать своего зятя. Успокоившись, Умар ознакомился с содержанием Корана и заинтересовался исламом. После этого Умар ибн аль-Хаттаб отправился в дом аль-Аркама, где находился пророк Мухаммад и другие мусульмане, и засвидетельствовал свою веру перед ним.

### Жизнь в Мекке после принятия ислама
Умар был решительным и целеустремлённым человеком. Мусульмане Мекки испытывали сопротивление язычников и не могли открыто выражать свою веру, но Умар сразу после принятия ислама отправился к самому жестокому врагу мусульман, Абу Джахлю, и сообщил ему о принятии ислама. После этого Умар сообщил по секрету о своём принятии ислама самому болтливому человеку в Мекке, и новость о поступке Умара тотчас же разлетелась по городу. Благодаря Умару мусульмане впервые совершили коллективный намаз возле Каабы. До принятия им Ислама, мусульмане не могли молиться у заповедной мечети, опасаясь язычников из числа курайшитов, притеснявших их. После принятия Ислама, Умар противодействовал этому, после чего мусульмане смогли молиться у Каабы и совершать паломничество. Принятие ислама Умаром благоприятно сказалось на настроениях мусульман. Находясь в Мекке, он неотлучно следовал за  пророком Мухаммадом  и обеспечивал его защиту.
Умар отличался своим бесстрашием и смелостью. Во время переселения мусульман из Мекки в Медину многие мусульмане уезжали из города втайне, опасаясь провокаций со стороны язычников, однако Умар отказался скрываться и совершил переезд публично, не боясь никого из своих врагов.

## Жизнь в Медине

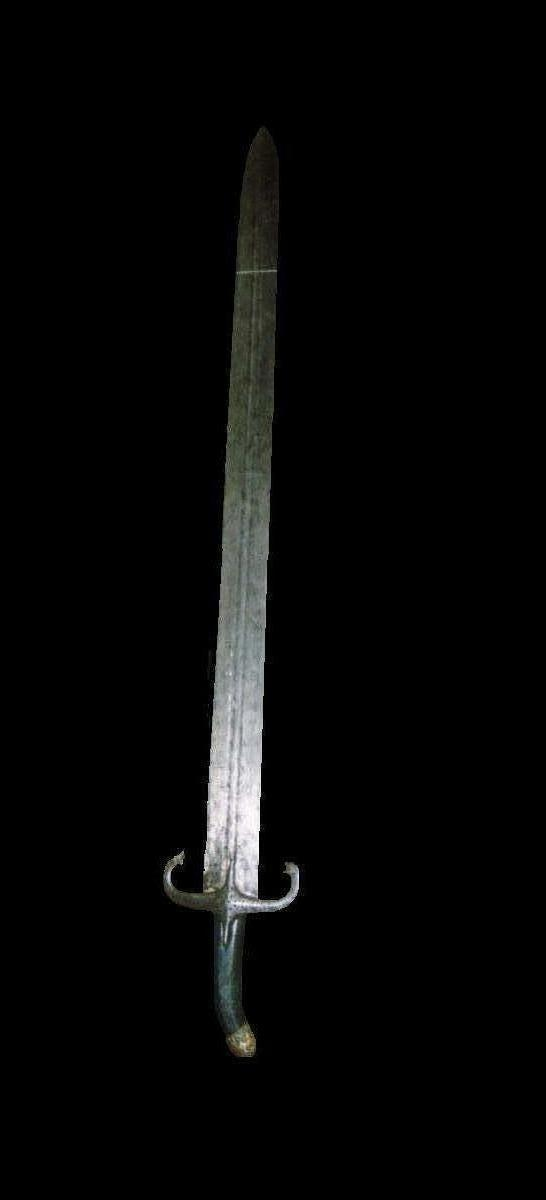
Меч халифа Умара

После переселения в Медину Умар ибн аль-Хаттаб стал одним из ближайших сподвижников пророка Мухаммеда и выдал за него свою дочь. Он активно участвовал во всех важных делах молодого мусульманского государства.

### Сражения
Умар ибн аль-Хаттаб принимал участие во всех походах мусульман, самостоятельно возглавив один рейд отряда в 30 человек. Он участвовал в битвах при Бадре, Ухуде, Хандаке, Хайбаре и других сражениях. В сражениях против многобожников он показал невиданные образцы самоотверженности и героизма, заслуженно став одним из лидеров мусульманского государства.

### Избрание Абу Бакра
В 632 году, после смерти Мухаммада встал вопрос о том, кто возглавит мусульманскую умму. На место главы общины верующих претендовали Абу Бакр ас-Сиддик и Сад ибн Убада. По инициативе Умара должность халифа была дана Абу Бакру. Во время правления Абу Бакра Умар был его советчиком, удачно дополняя его своей энергией и решимостью. В конце августа 634 года умирающий Абу Бакр рекомендовал Умара ибн аль-Хаттаба в качестве своего преемника. Мусульманская община единодушно присягнула новому халифу.

## Халифат
Завоевания
Во время правления Умара мусульманские владения за пределами Аравии стали быстро расширяться. Завоевательные походы при Умаре успешно продолжались. В 633 пала Южная Палестина, затем Хира. В сентябре 635 после шестимесячной осады капитулировал Дамаск, а через год, после поражения византийцев при реке Ярмук, Сирия перешла в руки мусульман. Завоевание Умара происходили в то время, как византийская армия была наиболее сильной, не так давно победившая Персидскую империю.
Современные историки считают невероятными завоевания Умара, так как они происходили в невыгодных для мусульман условиях, против армий превышавшие количество мусульманской в несколько раз и сразу против двух сверхдержав того времени. В 636—637 произошло сражение при Кадисии: мусульманские отряды одержали победу над персидским войском. Позднее пал Мадаин (современный Ктесифон в Ираке), летняя резиденция персидского царя. Эти победы предрешили окончательное завоевание Персии. Тогда же мусульмане захватили район Мосула.
Однако в тот момент Умар приостановил походы мусульманских воинов на Восток, считая, что время для завоевания Персии ещё не пришло. Впоследствии персы назвали халифа Умара узурпатором, а день его смерти стали отмечать как праздник.
Спустя два года после завоевания Верхней Месопотамии, которое было осуществлено из Сирии, мусульмане вторглись в Персию и одержали победу при Нехавенде (642). Йездигерд III, последний государь династии Сасанидов, отступил на северо-восток, но был убит в Мерве (651). Попытки его наследника возродить империю не увенчались успехом.
В 639 мусульманские войска под командованием легендарного военачальника Амра ибн аль-Аса перешли египетскую границу. Ибн аль-Ас дошёл до стен Вавилона (крепость в предместье Каира), а в 642 в руки мусульман перешла Александрия, ключевой пункт Византии в Египте. Правда, спустя четыре года византийцы попытались отвоевать её, но мусульмане удержали город. Сожжение александрийской библиотеки, якобы осуществлённое тогда же по приказу халифа Умара, скорее всего, легенда.
Руководствуясь религиозными догмами Умар отозвал от руководства армией одного из военачальников: Халида ибн Валида. Стоит подметить, что он был лишен титула лишь де-юре, фактически же он остался на своем посте, что становится ясным из сражений, произошедших после приказа Умара. Также это становится ясно из письма Умара Амра ибн аль-Асу.
За время правления Умара изменился характер мусульманского государства. В результате завоеваний и разумного управления оно превратилось в многонациональную империю. И поскольку присоединенные провинции находились на более высоком уровне социального и экономического развития, чем политический центр Халифата Хиджаз, мусульманская аристократия стала переселяться на завоеванные земли. Наместников завоёванных земель халиф Умар назначал сам.
На завоёванных землях Умар стал организовывать военные лагеря (амсары). В разных частях Халифата возникли городские поселения нового типа, где квартал занимали воины одного отряда (как правило, выходцы из одного племени). Такие гарнизоны были в Фустате (ныне район Каира), Куфе, Мосуле. После завоевания Египта, Сирии, Ирака и Персии Халифат превратился из мононационального государства в многонациональное с преобладающим иноверческим населением.
Сказал имам Мухаммед ибн Джарир ат-Табарани (ат-Табари) о завоеваниях в правление 'Омара, что «из многих халифов наибольших успехов в завоеваниях имел 'Умар ибн Хаттаб. Он изгнал неверных, разбил их войска, собрал диван, предписал харадж на земле. На востоке его войска перешли воды Джейхуна, на севере войско его дошло до Азербайджана и Баб ал-абваба и земли Н.т.джа, связанной со стеной Яджудж и Маджудж. На юге они дошли до Хиндустана, Бахрейна, 'Оммана, Мукрана, Кирмана, а на западе — до границ Константинополя. И подчинились ему все народы. Удивительно то, что 'Умар — да будет доволен им Аллах! — не изменил своего положения по части еды, речи, одежды, скромности, не предался слабости в поклонении и несправедливости в правосудии. Большая часть его войн — на джизье. Несомненно, результатом этого стал ислам, плодом — вера. И было у Умара войско в Сирии, войско — в Ираке, войско — в Азербайджане, от Хамдана до Баб ал-абваба длиной…». Действительно халифат при правлении Умара сильно расширился, под его подчинение перешли все земли указанные выше.
Отношения с соратниками
Умар ибн аль-Хаттаб пользовался у сахабов непререкаемым авторитетом. За всё время его правления не зафиксировано ни одного случая неповиновения наместников. 

### Реформы
Государственное управление
Сложившаяся ситуация потребовала от Умара принятия ряда мер по организации административно-фискального аппарата и принципов распределения огромных доходов. Важнейшей из них была выплата жалованья (ата) и продуктового пайка (ризк) всем асхабам вместо раздела завоеванных земель. Окончательно оформить эту систему удалось только в 640 году. Одновременно с этим были установлены размеры хараджа и джизьи. При нём стали формироваться земельные кадастры, которые предусматривали различные виды собственности на землю: общинную и частную. После завоевания Египта в Мекку и Медину стала поступать оттуда пшеница. Это сыграло особенно важную роль во время голода, обрушившегося в 639 г. на Палестину, Сирию и Ирак.
Благодаря Умару были заложены основы юридической системы, в ряде городов действовали судьи — кади, которые на основе Корана (шариата) разрешали конфликты и споры.
В апреле 637 года халиф Умар ввёл новую систему летоисчисления. Новая эра начиналась с года переселения (хиджра) пророка Мухаммеда из Мекки в Медину.
По предложению халифа, городское строительство осуществлялось по византийским принципам: ширина главных улиц должна была быть равна 40 локтям (локоть — 38-46 см), а второстепенных — 20-30 локтям. Халиф уделял много внимания развитию ремесла и торговли. Он считал, что ремесло торговца не менее сложно, чем военное дело, ибо «шайтан старается соблазнить честного купца лёгкой прибылью путём обмана покупателя».
Когда был завоеван Египет, Умару доложили, что эта область может снабжать пшеницей другие области Халифата. Но надо было решить проблему транспортировки зерна. Халифу напомнили, что во времена императора Траяна (на рубеже I—II вв. н. э.) был построен канал, соединивший Нил и Красное море. Впоследствии канал был заброшен и засыпан. Умар распорядился очистить русло канала, и хлеб нильской житницы хлынул в Аравию по кратчайшему пути.
Религия
При халифе Умаре был окончательно признан ритуал хаджа. Ежегодное паломничество Умар возглавлял сам. По поручению халифа бывший секретарь пророка Зайд ибн Сабит начал сбор разрозненных текстов откровений, записанных со слов Мухаммада. Окончательно текст Корана был собран уже после смерти Умара.
Таким образом, систему власти, которую создал Умар, можно охарактеризовать как арабо-мусульманскую теократию. Население было разделено на два класса — на правящих мусульман и на подчиненные народы, придерживающиеся иной веры. Методы управления аргументировались божественным откровением. Все это должно было обеспечивать религиозную целостность уммы (мусульманской общины).

### Оценка деятельности
Незаурядные личные качества Умара, его талант и умелое управление государством привели к великим успехам Арабского халифата. Победы в битвах при Ярмуке, Кадисии, Нехавенде позволили разгромить таких грозных соперников, как Византия и Персия, которые являлись двумя сверхдержавами того времени.
Он обладал не только энергией, но и умением использовать обстоятельства, людей и их религиозный энтузиазм. Стиль правления халифа Умара можно назвать авторитарным, однако до самодурства он не доходил. Он был жёстким, но справедливым правителем.
Умар сыграл исключительную роль в деле распространения ислама. Благодаря его завоеваниям, население обширных территорий от Персии до Северной Африки ознакомилось с исламом и мусульманами. Спустя некоторое время многие из этих народов примут ислам.
Умар также был толкователем Корана, знатоком хадисов и мусульманского права (фикха).
Суннитская историческая традиция высоко оценивает деятельность Умара, представляя его идеальным правителем. Сунниты представляют его благочестивым аскетом, справедливым к мусульманам и беспощадным к врагам.
Шиитская традиция представляет Умара, как и двух других праведных халифов (до Али), узурпатором. Согласно шиитским источникам, пророк Мухаммед хотел видеть халифом своего двоюродного брата Али ибн Абу Талиба, но в ходе переворота власть сначала досталась Абу Бакру, а затем Умару и Усману, что конечно же не соответствует историческим доказательствам.

## Смерть

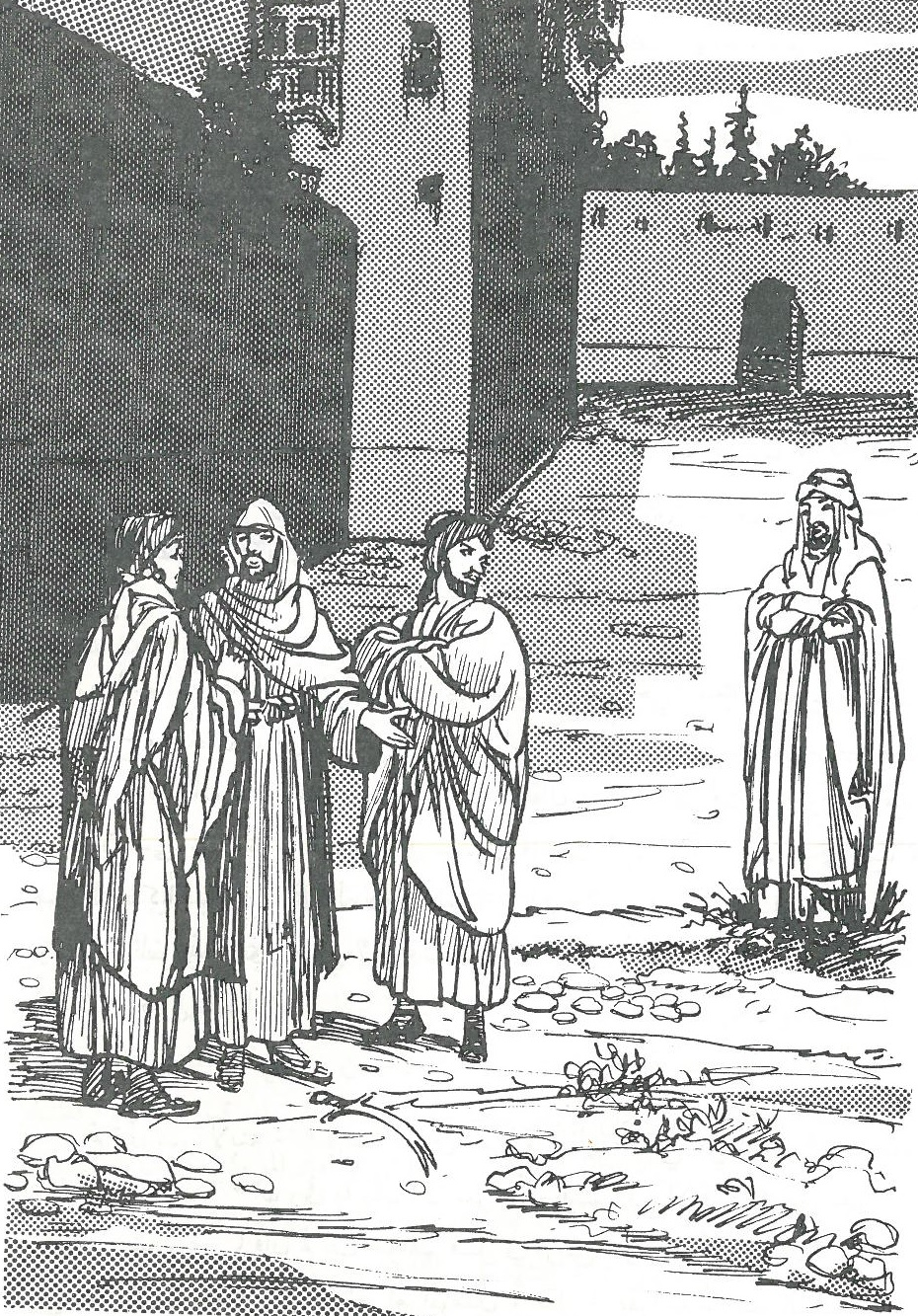
Изображение: Абдул-Рахман ибн Аби Бакр становится свидетелем беседы группы персов. Среди них есть Хормузан и Абу Лулу. Можно увидеть упавший меч

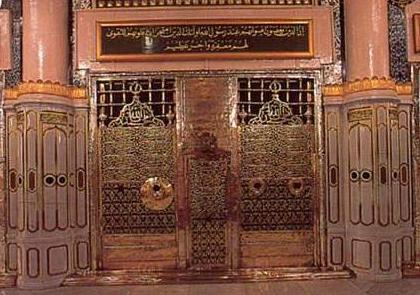
Надгробная плита Умара в Масджид ан-Набави, Медина

В ноябре 644 во время утреннего намаза в мечети персидский раб Фируз, по прозвищу Абу Лулу, нанес Умару шесть тяжелых ножевых ранений. По одной из версий, причиной нападения была решительная политика Умара в отношении Персии, которая была полностью разгромлена армиями Арабского халифата. По другой версии, Абу Лулу пожаловался Умару на то, что его хозяин, Аль-Мугира ибн Шуба, берет с него слишком много дани, и ему не хватает на себя. Умар ответил, что он должен терпеть и отказал ему в его просьбе, однако намеревался позже приказать Аль-Мугире, чтобы он был мягче с ним. После этого Абу Лулу выковал обоюдоострый кинжал и пропитал его ядом — он был кузнецом. Когда Умару сказали, что ранения нанёс огнепоклонник Абу Лулу, Умар сказал: «Хвала Аллаху, который сделал мою смерть не от рук человека, исповедующего ислам!». После этого Абдуррахман ибн Ауф быстро закончил утреннюю молитву, а истекающего кровью Умара перенесли в его дом. Мусульмане попытались схватить убийцу, но он, в ходе побега успел ранить тринадцать человек, шестеро из которых погибли. Когда Абдуррахман ибн Ауф увидел это, он бросил на Абу Лулу свой халат, и тот споткнулся на своем месте и почувствовав, что его неизбежно схватят, покончил жизнь самоубийством. Умар скончался через три дня, 7 ноября 644 года. Умирая, он назначил совет, который должен был избрать нового халифа. Одним из его последних указаний было наставление будущему халифу не смещать назначенных им наместников провинций в течение года. На совете (шура) из шести старейших сподвижников Мухаммада, в составе: Усмана ибн Аффана, Али ибн Абу Талиба, Тальхи ибн Убайдуллы, аз-Зубайра ибн аль-Аввама, Абдуррахмана ибн Ауфа и Саада ибн Абу Ваккаса третьим праведным халифом был избран Усман ибн Аффан.

### Поездка в Иерусалим
При халифе Умаре мусульманские войска овладели Иерусалимом. После битвы у реки Ярмук в военном лагере Аль-Джабия на Голанских высотах византийцы уступили арабам Иерусалим. Праведный халиф Умар ибн аль-Хаттаб вошёл в город один, при этом одетый в простой плащ. Местное население было изумлено такому виду их завоевателя — оно было приучено к пышным и роскошным нарядам византийских и персидских правителей. Умар лично получил ключи от города из рук греческого православного патриарха Софрония и сказал: «Во имя Аллаха… ваши церкви будут сохранены в целости и сохранности, не будут захвачены мусульманами и не будут разрушены». Затем Умар спросил Софрония о том, где находится та самая гора, откуда, по преданию, Мухаммад вознесся (мирадж) на небо к Аллаху. Софроний не хотел сразу показывать то место, на котором раньше стояли величественные Иерусалимские храмы (первый и второй), а ныне находилась мусорная свалка. После долгого упорства патриарх привёл Умара на эту гору и рассказал о её истории. Халиф упал на колени, расчистив груды мусора, и вновь помолился. И тут спросил он Софрония о том, где находился тот самый храм. Патриарх решил обмануть Умара и сказал, что в северной части горы. Но рассудительный халиф не поверил словам Софрония, и приказал поставить мечеть в южной части горы, где она по сей день и находится.

«Когда Иерусалим был завоёван арабами, халиф Омар первым делом восстановил „Храм Господень“. С помощью своих главных военачальников предводитель правоверных совершил благочестивые деяния: он расчистил землю собственными руками и наметил основания величественной мечети, чей тёмный и высокий купол венчает вершину горы Мориа».— из «История рыцарей-тамплиеров, церкви Темпла и Темпла», написанная Ч. Дж. Аддисоном, эксквайром из Внутреннего Темпла
Другой вариант легенды о том, как 'Умар ибн аль-Хаттаб нашёл храм и совершил намаз на его месте, содержится в сборнике хадисов имама Ахмада ибн Ханбаля (начало и середина 9 ст.). «Убейд ибн Адам рассказывал, что слышал, как ‘Умар ибн аль-Хаттаб спросил Ка‘ба аль-Ахбара: „Где мне лучше совершить намаз?“ Ка‘б ответил: „По-моему, тебе следует совершить намаз позади скалы, чтобы весь Кудс был перед тобой, как на ладони“. ‘Умар возразил: „Ты уподобляешься иудеям. Я не стану делать этого. Я совершу намаз там, где это сделал Посланник Аллаха“. Он обратился лицом к кибле, совершил намаз, а затем отошёл в сторону, расстелил свой плащ и начал собирать в него сор, и люди стали делать то же самое».